# Mon ami Kolka
Pour plus de détails, voir Fiche technique et Distribution.
Mon ami Kolka (Друг мой, Колька!, Drug moy, Kolka!) est un film soviétique réalisé par Alexandre Mitta et Alekseï Saltykov, sorti en 1961,.

## Fiche technique
- Photographie : Viktor Maslennikov
- Musique : Lev Chvarts
- Décors : Alexandre Jarenov, L. Kharko
- Montage : V. Kosareva